# Józef Palewski
Józef Palewski CSsR (ur. 22 marca 1867 w Starej Wsi k. Limanowej, zm. 6 sierpnia 1944 w Warszawie) – Sługa Boży Kościoła katolickiego, polski duchowny katolicki, redemptorysta.

## Życiorys
14 czerwca 1890 przyjął w Tarnowie święcenia kapłańskie. W 1892 roku wstąpił do Zgromadzenia Ojców Redemptorystów i rozpoczął nowicjat w Eggenburgu (Austrii}) i już po roku 2 sierpnia 1893 złożył śluby zakonne. Po powrocie do kraju uczestniczył w misjach parafialnych, a w 1895 został pierwszym dyrektorem seminarium w Mościskach (do roku 1907), również po przeniesieniu seminarium do Tuchowa (1898). W latach 1901–1904 sprawował funkcję rektora klasztoru i w tym czasie przygotował koronację Cudownego Obrazu Matki Bożej Tuchowskiej, która nastąpiła 2 października 1904 roku. Został również wydawcą i redaktorem miesięcznika „Chorągiew Maryi”. W 1908 r. wyruszył na Syberię by głosić Słowo Boże Polonii syberyjskiej. Gdy wrócił do Polski rozpoczął pracę w klasztorach m.in. w Krakowie, Lublinie, Warszawie, Tuchowie i Zamościu. Był autorem broszury „O. Bernard Łubieński jako apostoł nabożeństwa do Matki Boskiej Nieustającej Pomocy” (1937), także tłumaczył na język polski dzieła ascetyczne m.in. „Nawiedzenia Przenajświętszego Sakramentu i Najświętszej Maryi Panny” św. Alfonsa Liguori.
Od 1934 mieszkał w klasztorze redemptorystów przy ul. Karolkowej na warszawskiej Woli. W czasie powstania warszawskiego, w drugim dniu rzezi Woli (6 sierpnia 1944), został wraz z 29 współbraćmi rozstrzelany przez Niemców.
Jest jednym z 122 Sług Bożych, wobec których 17 września 2003 roku rozpoczął się proces beatyfikacyjny drugiej grupy męczenników z okresu II wojny światowej.